# Tapinauchenius plumipes
Espèce
Synonymes
- Mygale plumipes C. L. Koch, 1842
- Avicularia deborrii Becker, 1879
- Ephebopus violaceus Mello-Leitão, 1930
- Pachystopelma concolor Caporiacco, 1947
- Tapinauchenius gigas Caporiacco, 1954
- Tapinauchenius purpureus Schmidt, 1995

Tapinauchenius plumipes est une espèce d'araignées mygalomorphes de la famille des Theraphosidae.

## Distribution
Cette espèce se rencontre au Guyana, au Suriname, en Guyane, et au Brésil en Amazonas et au Pará,.

## Description
Le mâle décrit par Cifuentes et Bertani en 2022 mesure 24,20 mm et la femelle 28,62 mm.

## Systématique et taxinomie
Cette espèce a été décrite sous le protonyme Mygale plumipes par C. L. Koch en 1842. Elle est placée dans le genre Eurypelma par C. L. Koch en 1850 puis dans le genre Tapinauchenius par Ausserer en 1871.
Avicularia deborrii a été placée en synonymie par Simon en 1886.
Tapinauchenius purpureus a été placée en synonymie par West, Marshall, Fukushima et Bertani en 2008.
Ephebopus violaceus, Pachystopelma concolor et Tapinauchenius gigas ont été placées en synonymie par Cifuentes et Bertani en 2022.

## Publication originale
- (de) C. L. Koch, 1842 : Die Arachniden. Nürnberg, vol. 9, p. 57-108 (texte intégral).